# 曽井城
曽井城（そいじょう）は、宮崎県宮崎市大字恒久（つねひさ）にあった日本の城（山城）。伊東四十八城の1つ。

## 概要
宮崎平野を流れる大淀川支流の古城川北岸に位置し、15メートルもの堆積厚をもつシラス土壌を基盤とする標高約27メートルのシラス台地の丘陵上に立地する。
日向伊東氏庶流の曽井氏が築いたとされる。史料上の初見は南北朝時代の1361年（延文6年）の一色範親による感状とされ、曽井城は北朝方の城で、清滝城の南朝方に攻められたものの土持氏の援軍によりこれを防いだ事が記録されている。
室町時代に入ると、曽井氏は伊東氏に背いて薩摩の島津氏に通じるようになったため、1412年（応永19年）に伊東祐安・伊東祐立親子が曽井氏を討伐し、曽井城を占拠して島津勢と戦った。その後一旦、曽井氏が城に戻るが再び島津側に付いたため、1444年（文安元年）に伊東祐堯が曽井氏を討ち、以後伊東氏が城を掌握した。1541年（天文10年）に長倉祐省が伊東氏に対して起こした反乱（長倉能登守の乱）の際は、曽井城付近が最後の戦場となっている。
永禄年間（1558年-1570年）には伊東氏家臣・八代民部左衛門尉が城主となり、伊東義祐の代には伊東四十八城の1つに数えられるが、1577年（天正5年）伊東氏衰退後に島津氏が掌握し、比志島義基が入城した。
その後、1586年（天正15年）に羽柴秀吉が九州を平定すると、島津氏は放逐され再び伊東領となり伊東祐兵が入城した（後に飫肥城へ移動）。『日向記』によると、祐兵の入城直前に黒田孝高が福智三河守に命じて曽井城を改修させたという。1615年（元和元年）の一国一城令で廃城となった。

## 城跡
南側の「本丸」と北側の1段低い「二の丸」という大きく2つの曲輪で構成されていたとされるが、1964年（昭和39年）に行われた病院建設工事で台地上部が大きく削平を受け、城郭遺構の大部分は破壊されてしまった。この際、宮崎高等学校（現在の学校法人南九州学園南九州大学・南九州大学短期大学部の前身）の郷土研究部と県教育委員会が緊急発掘調査を行い、縄文土器や石器、弥生土器、古墳時代の須恵器などのほか、中世・近世の陶磁器などが出土したという。なお、城跡のある台地には、縄文時代や弥生時代の遺構のほか、古墳時代の横穴墓なども存在するため遺跡名としては「曽井遺跡」と呼ばれている。
2017年（平成29年）8月から9月と、2018年（平成30年）1月から3月にかけて、台地崖面の一角で個人事業者によるシラス崩落防止用の擁壁設置工事が行われるのに先立って、工事箇所での発掘調査が宮崎市教育委員会により実施された。これにより、1964年（昭和39年）の調査で一度存在が報告されていた古墳時代の横穴墓が斜面から再発見され正式調査されたほか、台地の端部で幅5メートル×深さ2メートル以上の断面V字型の空堀が検出され、曽井城の遺構が一部残存していることが確認された。